# Alexander Wurz
Pour les articles homonymes, voir Wurz.
Alexander Wurz, né le 15 février 1974 à Waidhofen an der Thaya, en Autriche, est un pilote automobile autrichien. Wurz débute en championnat du monde de Formule 1 en 1997 au sein de l'écurie Benetton avant d'occuper le poste de pilote-essayeur et réserviste McLaren de 2001 à 2005, puis de terminer sa carrière en Formule 1 en 2007 chez Williams. Il compte trois troisièmes places comme meilleurs résultats.
Au cours de sa carrière, il a remporté les 24 Heures du Mans en 1996 et 2009 et détient le record du plus jeune vainqueur de l'épreuve. Depuis 2010, lors de plusieurs Grands Prix de Formule 1, il endosse le rôle d'assistant des commissaires de course.
Alexander Wurz, par superstition, a longtemps piloté avec deux chaussures de course de couleurs différentes. Il abandonne cette originalité lors de son passage chez McLaren, connue pour sa stricte discipline, mais a ensuite repris cette habitude chez Peugeot.
En marge du Grand Prix automobile du Japon 2014, à la suite du souhait émis depuis plusieurs mois par Pedro de la Rosa de quitter ses fonctions, il est élu président du Grand Prix Drivers' Association, l'association des pilotes de Formule 1. Il prend sa retraite sportive à l'issue de la saison 2015.

## Biographie

### Début de carrière
Fils de l'ancien champion d'Europe de rallycross Franz Wurz titré en 1974, 1976 et 1982 sur Audi, Alexander Wurz commence son parcours sportif par le vélo BMX, discipline dans laquelle il est sacré champion du monde en 1986. En 1989, il fait ses débuts en sport automobile et devient vice-champion autrichien de karting dès sa première saison. Il s'engage alors en championnat Middle East en 1990 où il termine la saison à la quatrième place.
En 1991, Alex débute en Formule Ford dans les championnats autrichien et européen et se fait remarquer en terminant second dans les deux compétitions menées de front. La saison suivante, il retente un pari similaire en s'engageant dans les championnats allemand, autrichien et néo-zélandais et devient triple champion de la discipline. En 1993, fort de son palmarès, il accède au championnat d'Autriche de Formule 3 qu'il termine à la seconde place. En 1994, opposé notamment à Ralf Schumacher et Norberto Fontana, Alexander Wurz remporte à nouveau le titre de vice-champion derrière Müller.
La saison suivante est moins brillante puisqu'il ne remporte aucune victoire mais ses exploits de 1994 lui permettent de décrocher le volant d'une Opel Calibra du Joest Racing, dans le championnat ITC pour la saison 1996. Il dispute également pour le Joest Racing les 24 Heures du Mans 1996 sur une TWR-Porsche WSC-95 aux côtés de Manuel Reuter et Davy Jones et devient, à 22 ans, le plus jeune vainqueur de l'épreuve. Il fait également ses premiers tours de roues au volant d'une monoplace de Formule 1 au sein de l'écurie Benetton Formula.
En 1997, il est le coéquipier de Bernd Schneider sur une Mercedes-Benz CLK-GTR en championnat FIA GT. Il obtient la victoire lors de l'épreuve de Donington et monte à deux autres reprises sur le podium. Il devient aussi pilote essayeur de l'écurie Benetton-Renault. En juin 1997, lorsque le pilote titulaire Gerhard Berger tombe malade, Flavio Briatore fait appel à lui pour une pige de trois courses. En se hissant rapidement au niveau de compétitivité de son coéquipier Jean Alesi et en terminant troisième du Grand Prix de Grande-Bretagne pour sa troisième participation, il fait forte impression et est titularisé à partir de la saison 1998.

### Titulaire chez Benetton

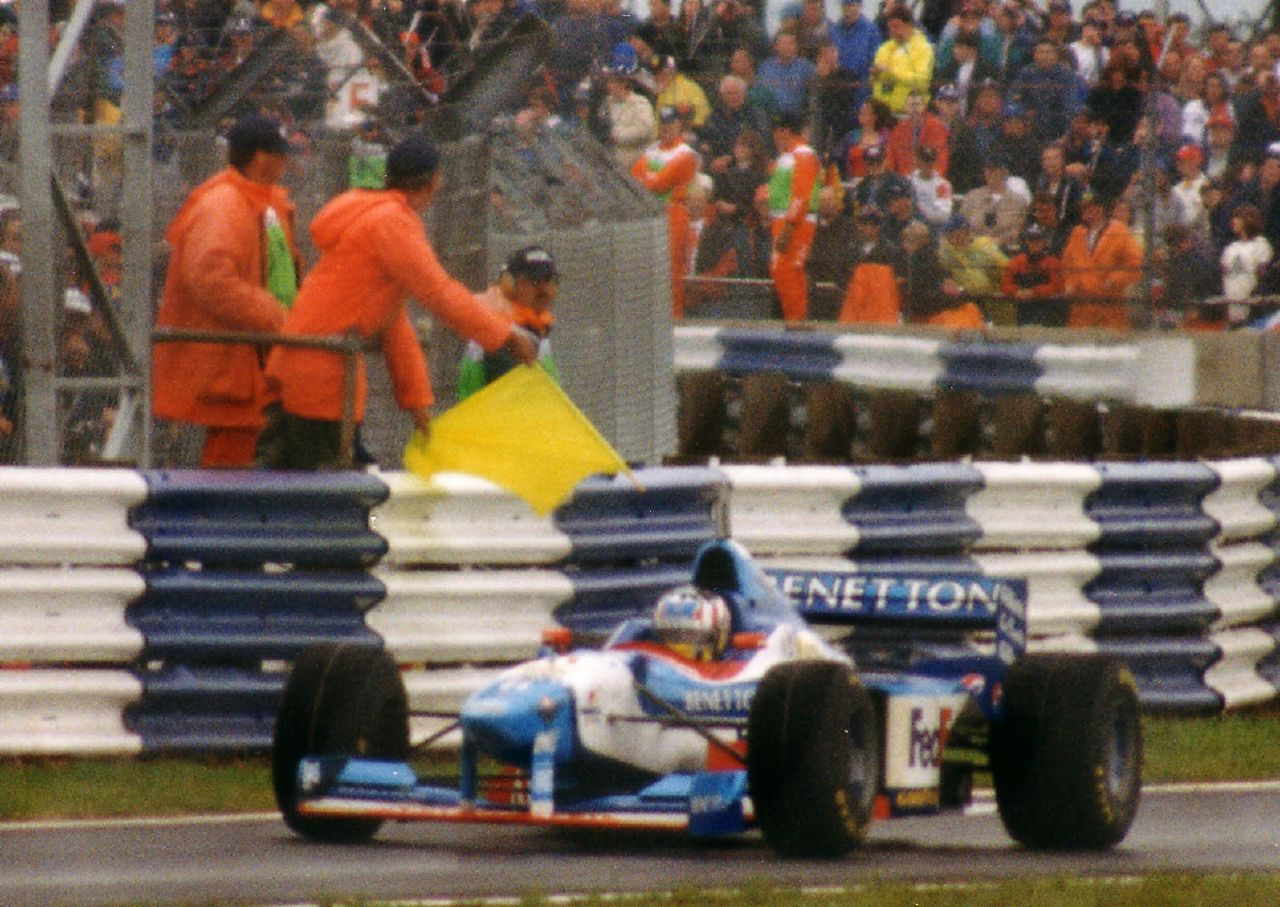
Wurz au Grand Prix de Grande-Bretagne 1997 sur la Benetton-Renault.

Alexander Wurz réussit un début de saison à la hauteur des espoirs placés en lui : au volant de la Benetton B198, il se classe quatrième des Grands Prix du Brésil, d'Argentine, d'Espagne, du Canada et de Grande-Bretagne et termine cinquième de l'épreuve française. Il réalise le meilleur tour en course en Argentine et se fait remarquer lors de l’épreuve monégasque en tenant tête à Michael Schumacher pour la troisième place, une collision ruine toutefois les espoirs des deux pilotes. La seconde partie de la saison contraste fortement avec les bons résultats acquis jusqu'au Grand Prix de Grande-Bretagne. Les Benetton peinent à suivre le rythme de la concurrence, Wurz ne se qualifie qu'en milieu de grille et n'inscrit plus aucun point au championnat qu'il termine à la septième place avec dix-sept points, juste devant son coéquipier Giancarlo Fisichella, neuvième avec seize points, qui est parvenu à monter à deux reprises sur le podium.
En 1999, Benetton conserve son duo de jeunes pilotes et la nouvelle Benetton B199 est annoncée comme la base du retour de Benetton au premier plan. La monoplace ne se montre pourtant pas à la hauteur des espérances et Alexander éprouve de grandes difficultés à réussir ses qualifications : ses meilleures performances ne sont que deux septièmes places. Durant toute la saison, Wurz se débat en milieu de peloton et ne rentre dans les points qu'à deux reprises, à Monaco où il se classe sixième et lors de son Grand Prix national (cinquième). Giancarlo Fisichella prend l'ascendant au sein de l'écurie en inscrivant treize points et en se classant neuvième du championnat du monde alors qu'Alexander ne pointe qu'au treizième rang avec trois points. Malgré des résultats en chute libre, il conserve son baquet chez Benetton pour 2000.
La saison 2000 est un calvaire pour l'Autrichien qui ne réalise que deux qualifications dans les dix premiers et n'inscrit des points que lors du chaotique Grand Prix d’Italie où il termine cinquième. Sous pression, il multiplie les accrochages et les sorties de piste. Alors que Fisichella entre à cinq reprises dans les points pour terminer sixième place au championnat, Wurz se classe seizième et perd son volant chez Benetton qui le remplace par l'espoir britannique Jenson Button.

### Pilote d'essai pour McLaren

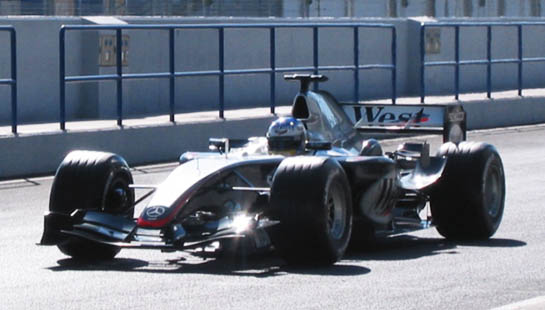
Wurz au volant d'une McLaren en test à Jerez en 2004

Sans volant à l'issue de la saison 2000, il trouve refuge en octobre chez McLaren-Mercedes, qui fait de lui son pilote essayeur, poste qu'il occupe pendant cinq saisons malgré de nombreuses rumeurs de retour à la compétition dans diverses équipes du milieu de tableau.
Au printemps 2005, la blessure du pilote titulaire Juan Pablo Montoya lui permet d'effectuer un bref retour en course à l'occasion du Grand Prix de Saint-Marin. Il se qualifie à la septième place sur la grille pour sa première course depuis cinq ans et termine à la quatrième place à l'issue d'une course solide. Il est finalement classé troisième sur tapis vert quelques jours plus tard à la suite de la disqualification des BAR et obtient ainsi son second podium dans la discipline, plus de huit ans après son premier.

### Retour à la compétition avec Williams et fin de carrière en Formule 1

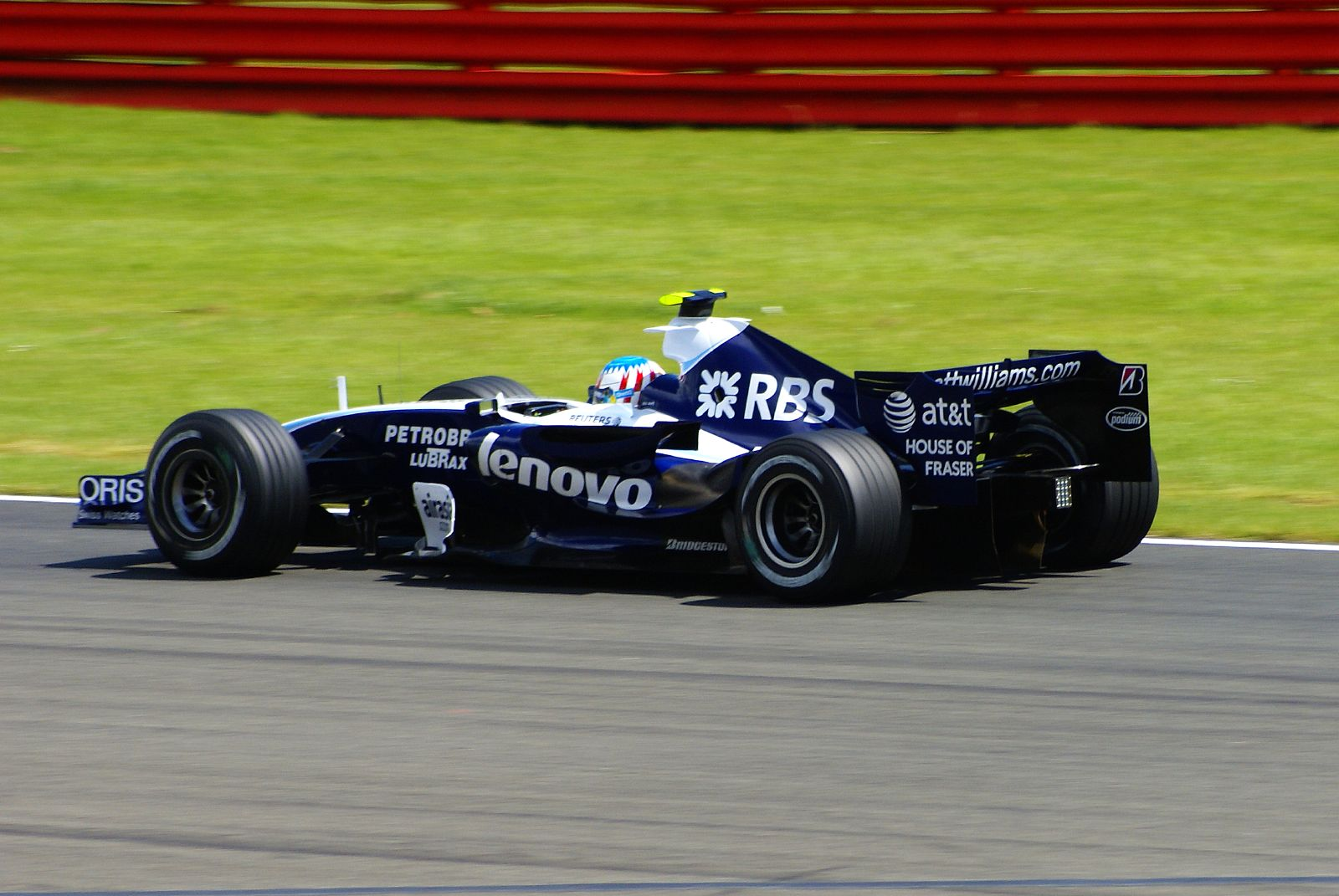
Alexander Wurz sur la Williams FW29 au Grand Prix de Grande-Bretagne 2007

En 2006, aidé par son manager Didier Coton, il quitte McLaren pour rejoindre l'équipe Williams, en qualité de pilote-essayeur et de troisième pilote lors des essais libres du vendredi. Frank Williams, satisfait du travail de développement effectué, décide de le titulariser aux côtés de Nico Rosberg pour 2007, Alexander Wurz renoue ainsi avec la compétition en 2007 au volant de la Williams FW29. Rapidement, on constate ses difficultés en qualifications, son meilleur résultat de l'année étant une onzième place sur la grille, et sa difficulté à tenir le rythme de son jeune coéquipier qui se qualifie régulièrement dans les dix premiers. Handicapé par de mauvaises qualifications, il se débat dans le ventre mou du peloton et peine à se faire remarquer. Pourtant, au Canada, il évite les nombreux accidents, termine troisième et offre ainsi son premier podium à Williams depuis deux ans, ce qui sera son troisième et dernier podium personnel en Formule 1. Il manque de réitérer son exploit au Nurburgring où, profitant de conditions météorologiques piégeuses, il obtient la quatrième place.
Le 8 octobre 2007, Wurz annonce officiellement qu'il abandonne la compétition en Formule 1 avec effet immédiat et qu'il ne disputera pas la dernière manche du championnat au Brésil. Williams le remplace alors par Kazuki Nakajima. Wurz termine ainsi sa dernière saison de Formule 1 à la onzième place du championnat avec treize points, quant Rosberg aura été un peu plus présent dans les points et aura terminé neuvième avec vingt unités.
Au début de l'année 2008, Alexander Wurz rejoint l'écurie Honda Racing F1 Team en qualité de pilote essayeur et pilote de réserve. Après le rachat de l'écurie par Ross Brawn, il conserve ses fonctions au sein de la nouvelle écurie Brawn GP Formula One Team. Wurz pilote exceptionnellement la voiture médicale du championnat de Formule 1 lors du Grand Prix de Singapour 2008 pour remplacer le conducteur habituel, Bernd Mayländer, malade.

### Pilote d'Endurance chez Peugeot

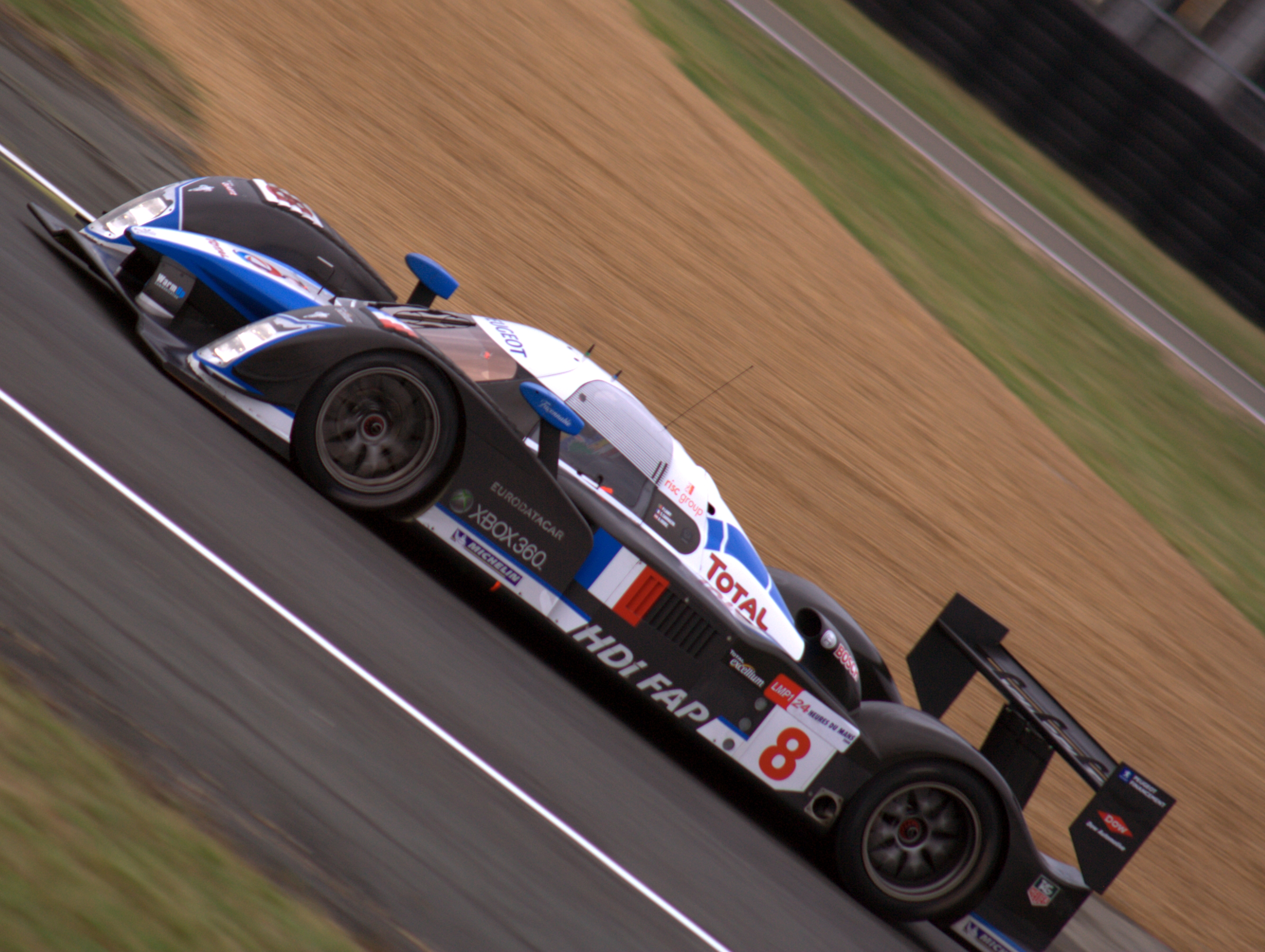
Dans la Peugeot 908 HDi FAP lors des 24 Heures du Mans 2008.

Parallèlement à ses activités avec Honda, il effectue en 2008 son retour aux 24 Heures du Mans, au volant de la Peugeot 908 HDi FAP, douze ans après sa victoire lors de son unique apparition dans la classique mancelle et remporte les 24 Heures du Mans en 2009. En mars 2010, il remporte les 12 Heures de Sebring. En mai 2011, il remporte les 1 000 kilomètres de Spa et en octobre 2011 la course de Petit Le Mans.

### Pilote d'Endurance chez Toyota
Toyota Motorsport fait son retour en endurance et aux 24 Heures du Mans en 2012 avec une LMP1 hybride propulsée par un moteur essence. Le constructeur sélectionne trois pilotes pour participer au Championnat du monde d'endurance FIA 2012 : Alexander Wurz, Nicolas Lapierre et Kazuki Nakajima. La première victoire de l'écurie arrive lors des 6 Heures de São Paulo 2012 avec Wurz et Lapierre et la deuxième lors des 6 Heures de Fuji 2012 avec Wurz, Lapierre et Nakajima et une nouvelle victoire aux 6 Heures de Shanghai avec comme  pilotes Alexander Wurz et Nicolas Lapierre conclut la saison. En 2013, ils terminent 4e des 24 Heures du Mans.
En marge du Grand Prix automobile du Japon 2014, à la suite du souhait émis depuis plusieurs mois par Pedro de la Rosa de quitter ses fonctions, il est élu président du Grand Prix Drivers' Association, l'association des pilotes de Formule 1. En novembre 2015, il annonce sa retraite sportive après une vingtaine d'années de carrière professionnelle.

## Résultats en championnat du monde de Formule 1

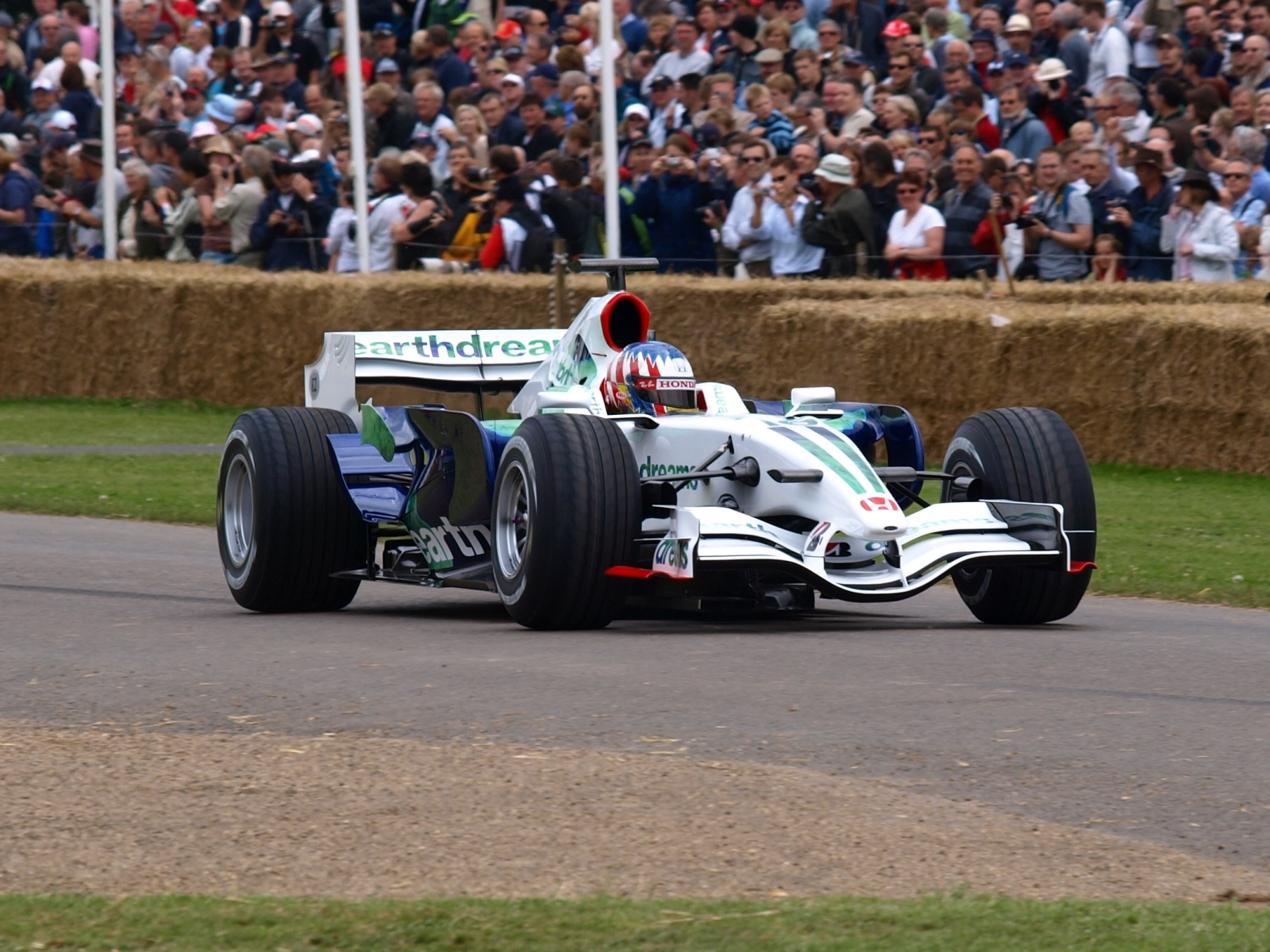
Alexander Wurz sur la Honda RA108 lors du Festival de Goodwood en 2008

- 6 saisons en championnat du monde de Formule 1
- 69 Grands Prix en championnat du monde de Formule 1
- 1 meilleur tour
- 3 podiums
- 45 points inscrits
- 13 fois dans les points
- 23 abandons
- 3 471 tours parcourus
- 16 816 km parcourus
- Débuts en F1 : 1997 — Grand Prix du Canada (Abandon - Transmission, 35e tour)

| Saison | Écurie                       | Châssis | Moteur       | Pneus       | GP disputés | Points inscrits | Classement |
| ------ | ---------------------------- | ------- | ------------ | ----------- | ----------- | --------------- | ---------- |
| 1997   | Mild Seven Benetton Renault  | B197    | Renault V10  | Goodyear    | 3           | 4               | 14e        |
| 1998   | Mild Seven Benetton Playlife | B198    | Playlife V10 | Goodyear    | 16          | 17              | 7e         |
| 1999   | Mild Seven Benetton Playlife | B199    | Playlife V10 | Bridgestone | 16          | 3               | 13e        |
| 2000   | Mild Seven Benetton Playlife | B200    | Playlife V10 | Bridgestone | 17          | 2               | 15e        |
| 2005   | Team McLaren Mercedes        | MP4/20  | Mercedes V10 | Michelin    | 1           | 6               | 17e        |
| 2007   | Williams F1 Team             | FW29    | Toyota V8    | Bridgestone | 16          | 13              | 11e        |

## Résultats aux 24 Heures du Mans

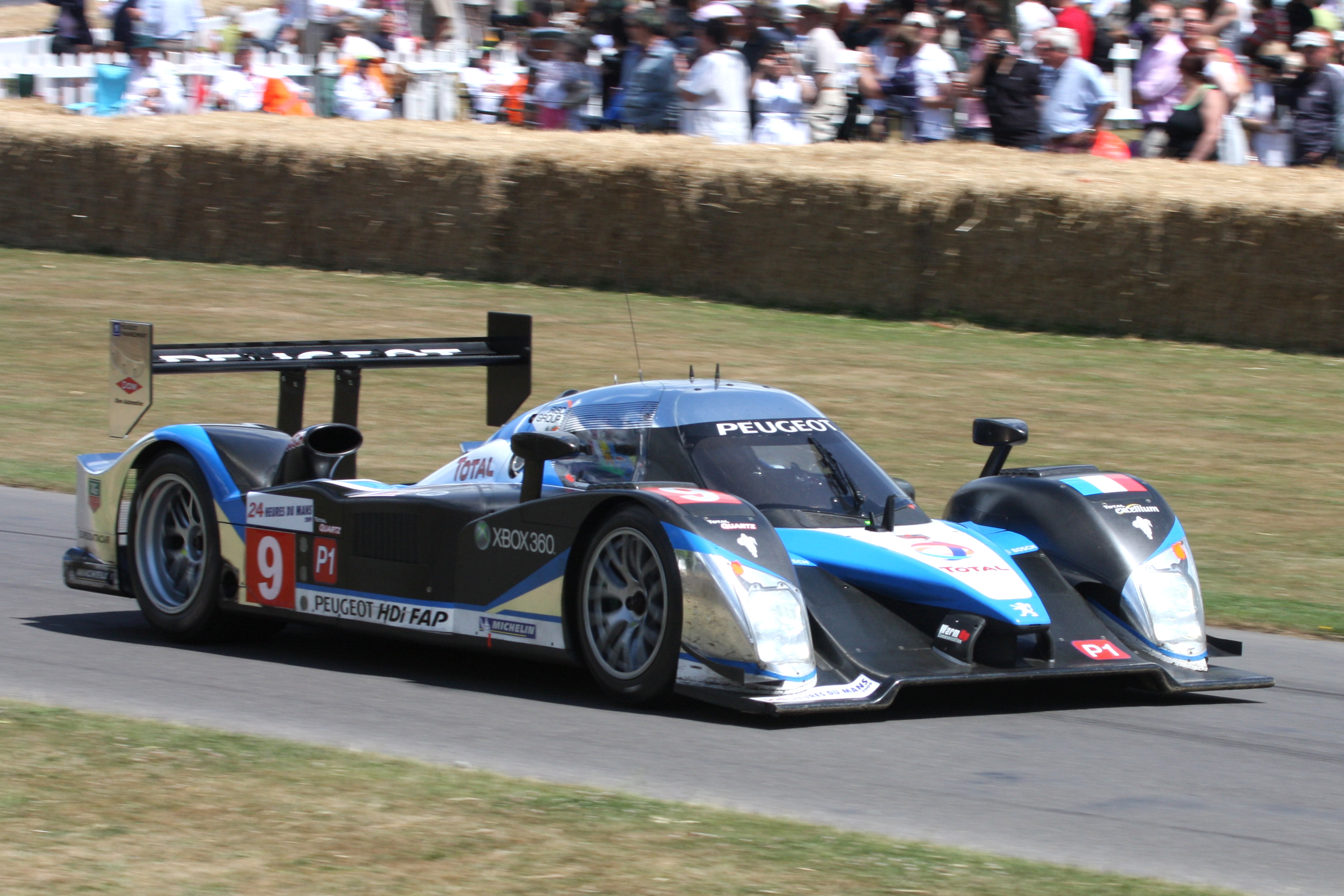
Alexander Wurz au volant de la Peugeot 908 HDi FAP avec laquelle il a remporté les 24 Heures du Mans 2009

| Année | Voiture             | Équipe             | Équipiers                           | Résultat  |
| ----- | ------------------- | ------------------ | ----------------------------------- | --------- |
| 1996  | TWR-Porsche WSC-95  | Joest Racing       | Davy Jones / Manuel Reuter          | Vainqueur |
| 2008  | Peugeot 908 HDi FAP | Team Peugeot Total | Pedro Lamy / Stéphane Sarrazin      | 5e        |
| 2009  | Peugeot 908 HDi FAP | Team Peugeot Total | David Brabham / Marc Gené           | Vainqueur |
| 2010  | Peugeot 908 HDi FAP | Team Peugeot Total | Anthony Davidson / Marc Gené        | Abandon   |
| 2011  | Peugeot 908         | Team Peugeot Total | Anthony Davidson / Marc Gené        | 4e        |
| 2012  | Toyota TS030 Hybrid | Toyota Racing      | Nicolas Lapierre / Kazuki Nakajima  | Abandon   |
| 2013  | Toyota TS030 Hybrid | Toyota Racing      | Nicolas Lapierre / Kazuki Nakajima  | 4e        |
| 2014  | Toyota TS040 Hybrid | Toyota Racing      | Stéphane Sarrazin / Kazuki Nakajima | Abandon   |
| 2015  | Toyota TS040 Hybrid | Toyota Racing      | Stéphane Sarrazin / Mike Conway     | 6e        |

## Palmarès

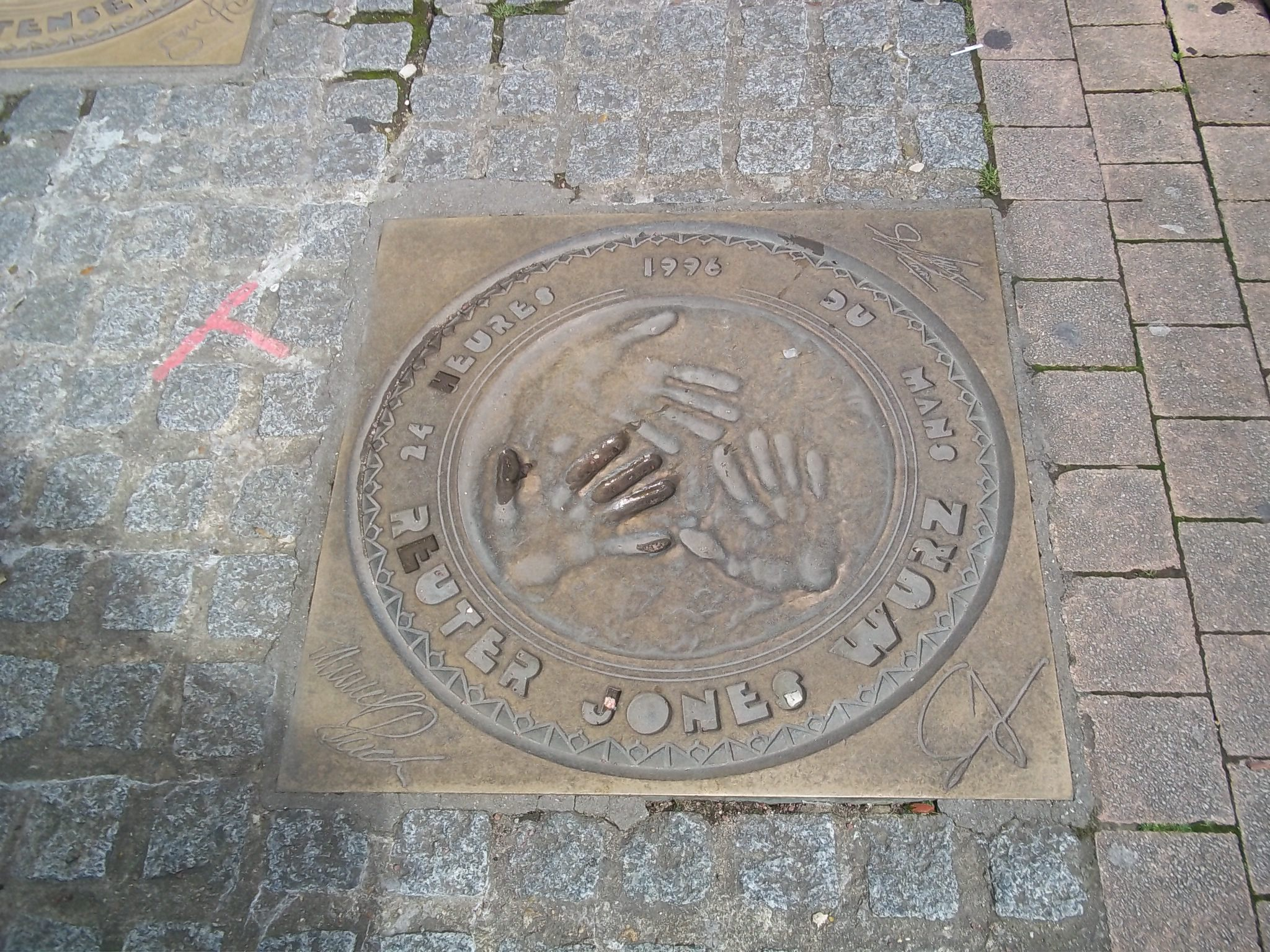
Empreintes des vainqueurs des 24 heures 1996 - Walk of fame - Le Mans

- Vainqueur des 24 Heures du Mans 1996 sur TWR-Porsche.
- Vainqueur des 24 Heures du Mans 2009 sur Peugeot 908 HDi FAP.
- Vainqueur des 12 Heures de Sebring 2010 sur Peugeot 908 HDi FAP.
- Vainqueur des 1 000 kilomètres de Spa 2011 sur Peugeot 908.
- Vainqueur du Petit Le Mans 2011 sur Peugeot 908.
- Vainqueur des 6 Heures de São Paulo 2012 en compagnie de Nicolas Lapierre.
- Vainqueur des 6 Heures de Fuji 2012 en compagnie de Nicolas Lapierre et Kazuki Nakajima.
- Vainqueur des 6 Heures de Shanghai 2012 en compagnie de Nicolas Lapierre